# Ponte da Mizarela
A Ponte da Mizarela, Ponte da Misarela ou Ponte dos Frades, localiza-se sobre o rio Rabagão, a cerca de um quilómetro da sua foz no rio Cávado, ligando as freguesias de Ruivães e Campos, no município de Vieira do Minho, e Ferral, no município de Montalegre.
Edificada na Idade Média, no fundo de um desfiladeiro, mas em completa sintonia com a natureza envolvente, a Ponte da Misarela exibe um arco com mais de 10 metros solidamente alicerçado nas escarpas graníticas. De estimado valor patrimonial, esta obra arquitetónica arrojada está classificada como Imóvel de Interesse Público desde 1958.
Este monumento está ligado a várias crenças pagãs e lendas centenárias que têm sobrevivido à passagem do tempo.

## Acessos
A ponte tem 2 acessos: um pelo lado de Vieira do Minho e outro pelo lado de Montalegre.
Se escolher os parques de estacionamento de Vieira do Minho fará um percurso de 15 minutos e irá recuar no tempo cerca de 2 mil anos — é bastante visível a antiga via romana que ligava a zona até a cidade de Bracara Augusta (Braga).
Do lado de Montalegre tem um parque de estacionamento, com um miradouro fantástico — o percurso por aqui leva cerca de 10 minutos.
A vegetação densa, as cascatas vertiginosas, as numerosas marmitas de gigante e as imponentes formações rochosas moldadas pela força da água que corre até ao Cávado, apresentam uma paisagem natural de cortar a respiração.

## História
Foi erguida na Idade Média e reconstruída no início do século XIX.
A ponte foi apelidada de "Saltador".
O exército do Marechal Soult cruzou a ponte em 17 de maio de 1809, durante a retirada francesa do Porto. A milícia portuguesa recusou-se a destruir a ponte, optando por barricá-la. O Major Dulong, do 31.º Léger, liderou o ataque à ponte, impedindo a fuga do exército francês para Espanha.
Encontra-se classificada como Imóvel de Interesse Público desde 6 de dezembro de 1958.

## Características
Está implantada no fundo de um desfiladeiro escarpado, assente sobre os penedos e com alguma altitude em relação ao leito do rio, sendo sustentada por um único arco com cerca de 13 metros de vão.

## A lenda da ponte da Misarela
Segundo a lenda local, esta ponte foi construída pelo próprio Diabo:
"Havia um mau homem em terras de Além Douro, a quem a justiça encarniçadamente perseguia por vários crimes e que sempre escapava, como conhecedor que era dos esconderijos proporcionados pela natureza. Apertado, porém, muito de perto, embrenhou-se um dia no sertão e, transviado, achou-se de repente à borda de uma ribeira torrencial, em sítio alpestre e medonho, pelo alcantilado dos penedos e pelo fragor das águas que ali se despenhavam em furiosa catadupa. Apelou o malvado para o Anjo-Mau e tanto foi invocá-lo que o Diabo lhe apareceu. 'Faz-me transpor o abismo e dou-te a minha alma', disse-lhe. O Diabo aceitou o pacto e lançou uma ponte sobre a torrente. O réprobo passou e seguiu sem olhar para trás como lhe fora exigido, mas pouco depois sentiu grande estrépito, como de muitas pedras que se derrocavam, e ninguém mais ouviu falar da improvisada ponte. Os anos volveram e, enfim, chegou a hora do passamento. Moribundo e arrependido, confessou ao sacerdote o seu pacto. Este foi ao sítio da ponte e tratou igual pacto com o Diabo. A ponte reapareceu e o sacerdote passou, mas tirando rápido, um ramo de alecrim, molhou-o na caldeirinha que levava oculta, três vezes aspergiu, fazendo o sinal da cruz e pronunciando as palavras sacramentais dos exorcismos. O mesmo foi fazê-lo que sumir-se o Demónio, deixando o ar cheio de um vapor acre e espesso, de pez e resina, de envolta com cheiro sufocante de enxofre, ficando de pé a ponte."